# North American P-82 Twin Mustang
North American P-82 Twin Mustang (po powstaniu USAF F-82) – dwuosobowy amerykański myśliwiec eskortujący dalekiego zasięgu, powstały przez połączenie dwóch kadłubów samolotu P-51 Mustang, produkowany w zakładach North American Aviation (NAA).

## Historia
W 1943 r. wobec postępów terytorialnych w wojnie USA z Japonią na Pacyfiku spodziewano się, że wkrótce ruszy w kierunku wysp strategiczna ofensywa bombowa. Kluczem do powodzenia takich działań było posiadanie skutecznej eskorty myśliwskiej. Tymczasem żaden istniejący myśliwiec nie był w stanie sprostać oczekiwanym zadaniom. W listopadzie 1943 NAA wystosowała do USAAF propozycję skonstruowania myśliwca dalekiego zasięgu będącego połączeniem dwóch Mustangów. Propozycję przyjęto i 7 stycznia 1944 podpisano umowę na cztery prototypy.
Samoloty otrzymały oznaczenie NA-120 XP-82. Dwa wydłużone o ponad 145 cm kadłuby połączono poziomym płatem, w którym zamontowano 6 karabinów Browning MG-53-2 i szczelinową klapą na całej długości. Stateczniki pionowe, które były identyczne jak w P-51D, połączono prostokątnym sterem wysokości z klapką wyważającą. Zmieniono również podwozie. Skrócone golenie chowały się w kadłubach, chowane były również tylne, samonastawne koła. Skrzydła zewnętrzne zostały gruntownie przeprojektowane, jednak powierzchnia nośna zwiększyła się jedynie o 78%. Zwiększono również ilość zabieranego paliwa w 4 samouszczelniających się zbiornikach (2x 2180 l i 2x 344,5 l). Maszyny wyposażono w cztery zamki do przenoszenia uzbrojenia. Nową konstrukcję miały napędzać dwa silniki Packard V-1650-23/25 (licencyjny Rolls-Royce Merlin) o mocy 1376 kW (1860 KM) i przeciwbieżnych śmigłach, stąd jeden z silników nosił oznaczenie dash 23, a drugi dash 25. W lewym kadłubie kabina posiadała kompletne oprzyrządowanie oraz system prostego, automatycznego pilota. W prawej kabinie zasiadał nawigator/drugi pilot. Mógł on w sytuacji awaryjnej wyłączyć autopilota i korzystając z najprostszych instrumentów awaryjnie wylądować. Jego rolą było także odciążenie pierwszego pilota w czasie wielogodzinnych przelotów. Oba kokpity przykrywały owiewki identyczne z P-51H.
Pierwszy prototyp oblatano 15 kwietnia 1945. W związku z zapowiadanym zaprzestaniem produkcji przez Packarda licencyjnych Merlinów trzeci i czwarty prototyp został wyposażony w silniki Allison V-1710-119 (oba obracały się w tę samą stronę), otrzymały one oznaczenie NA-120 XP-82A (ukończono jednak tylko jeden z nich i nie ma dokumentacji potwierdzającej czy wzbił się on do lotu). Pierwszym modelem produkcyjnym Twin Mustanga był NA-123 P-82B. Różnił się on od prototypu XP-82 innym silnikiem (Packard Merlin V-1560-19/21 różniące się jedynie rozmieszczeniem podzespołów) oraz wzmocnionymi zamkami. Mógł on przenosić cztery bomby 1000 funtowe, dwie 2000 funtowe lub 25 pocisków rakietowych. USAAF zamówiło 500 takich maszyn, z których do zakończenia wojny wyprodukowano 20, zaś zamówienie na pozostałe 480 anulowano. Dziesiąty z wyprodukowanych P-82B został wyposażony w radar SCR-720 pochodzący z samolotu Northrop P-61 Black Widow. Umieszczono go w gondoli zawieszonej pod środkowym skrzydłem, którą w celu uniknięcia interferencji wysunięto przed płaszczyznę śmigieł. Nawigator pełnił w tej maszynie również funkcję operatora radaru. Maszynę oblatano 27 marca 1946. Jedenasty P-82B wyposażono w znacznie mniejszy radar APS-4 operujący na falach długości 3 cm. Maszyna otrzymała oznaczenie P-82D, a pierwszy lot wykonała 29 marca 1946.
Prototyp XP-82A zaowocował natomiast modelem NA-144 P-82E, który różnił się jedynie silnikami Allison V-1710-143/145. Wyprodukowano 100 takich maszyn. Na bazie tego modelu powstało również 91 samolotów NA-149 P-82F będącego myśliwcem nocnym wyposażonym w radar APS-4 lub APG-28 który zamontowano w gondoli pod skrzydłem środkowym. Ona również była wysunięta przed powierzchnię łopat śmigieł. Następnie w dziewięciu takich maszynach zmieniono radar na lżejszy SCR-720C co poprawiło ich osiągi. Otrzymały one oznaczenie P-82G. To samo oznaczenie nosiło 50 nowych, identycznie wyposażonych samolotów NA-150. W późniejszym okresie pięć P-82G i dziewięć P-82F stacjonujących na Alasce wyposażono w instalację przeciwoblodzeniową i inne elementy umożliwiające loty przy niskich temperaturach. Oznaczono je P-82H.

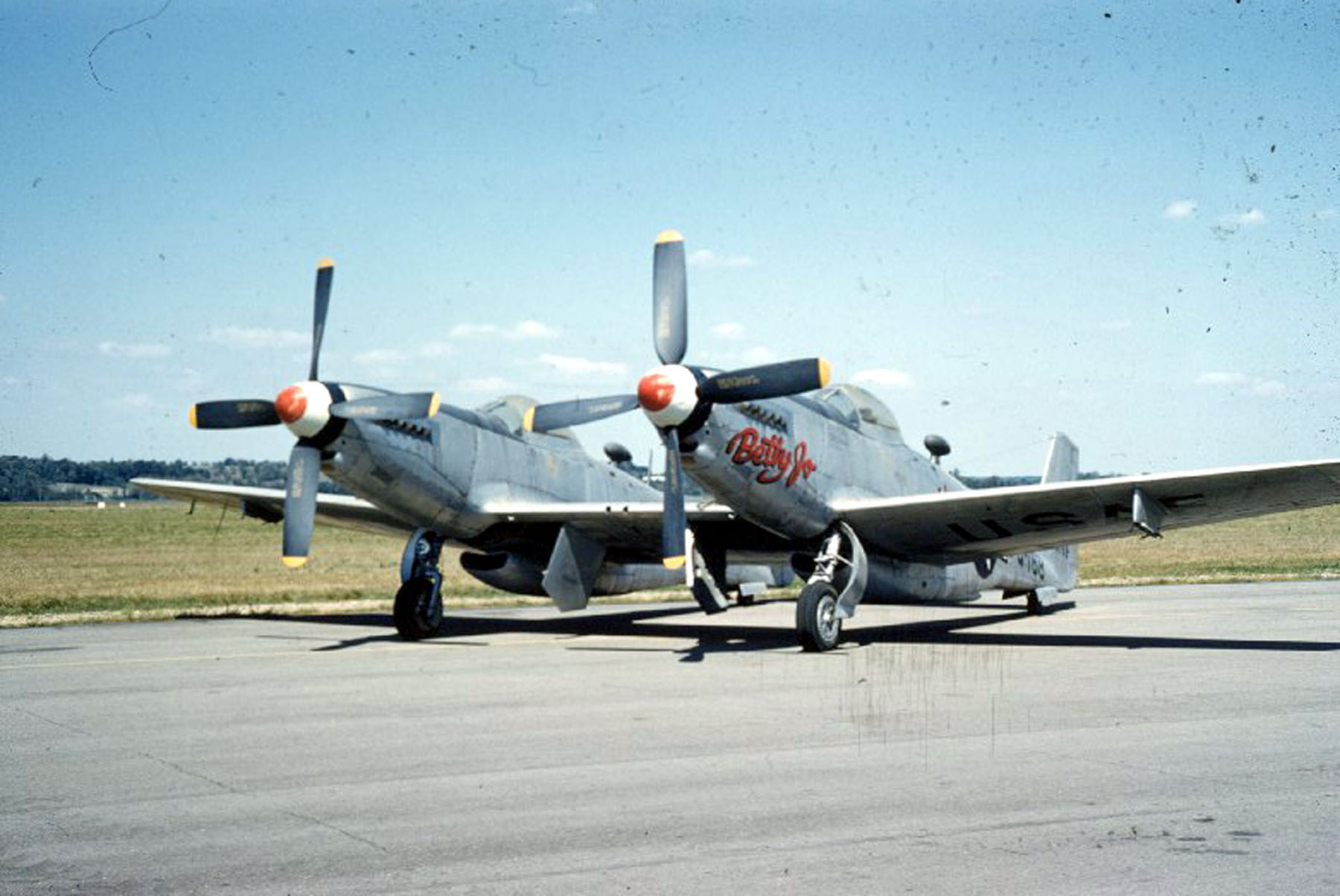
F-82B

W czerwcu 1948 r. w związku ze zmianą systemu oznaczeń samolotów w USAF dotychczasowe  P-82 stały się  F-82. Były wykorzystywane bojowo  w czasie wojny koreańskiej - tam uzyskano na nich jedyne trzy zestrzelenia samolotów przeciwnika (operowały z lotnisk w Japonii). Ostatniego Twin Mustanga wycofano ze służby w połowie 1953.
Twin Mustang był jednym z najszybszych myśliwców tłokowych. Dysponował wyjątkowym zasięgiem i dobrymi pozostałymi charakterystykami. Pilotowanie tego samolotu niewiele odbiegało od latania na "zwykłym" Mustangu. 